# ده بالا (تفت)

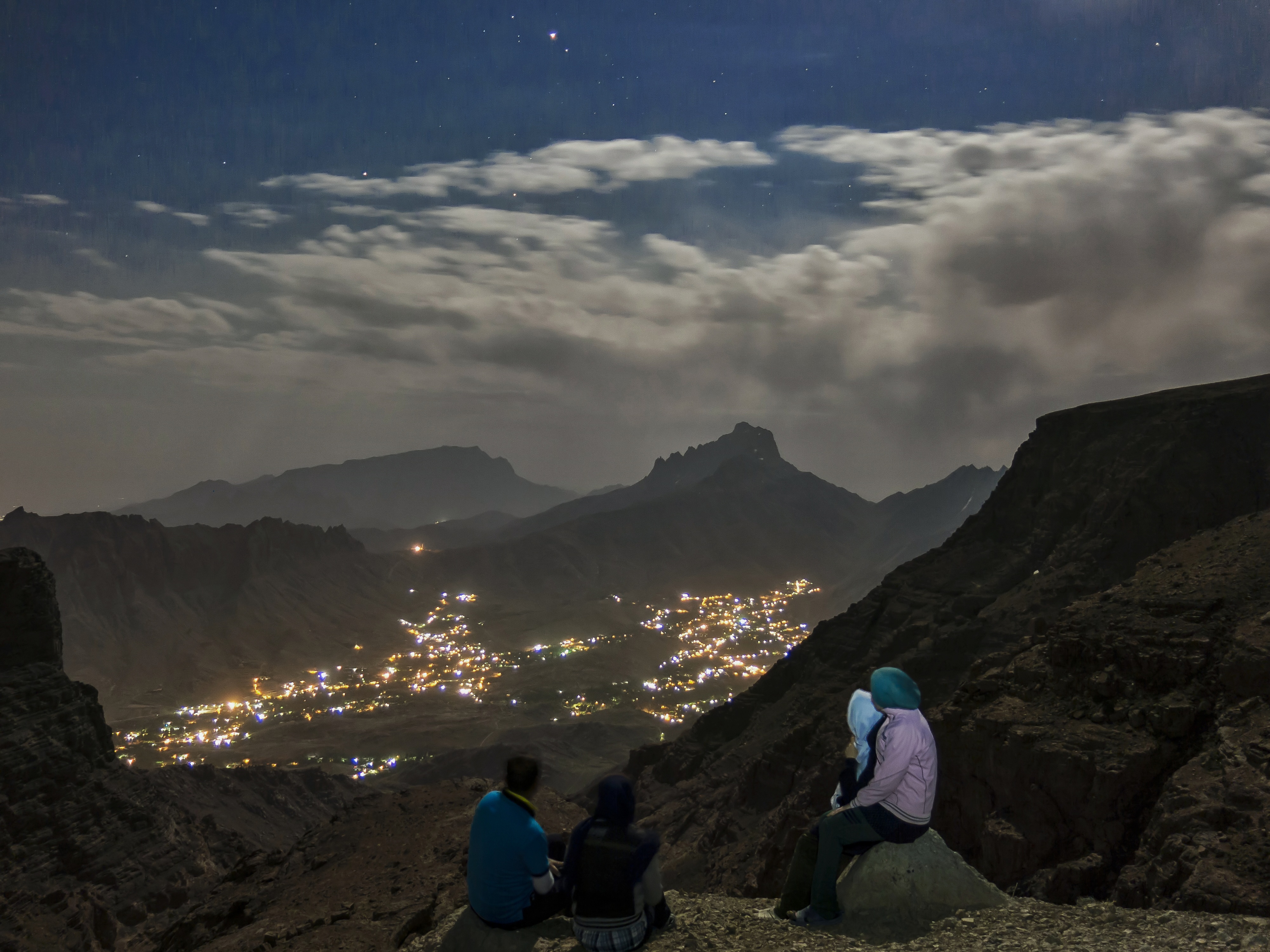
ده بالا از شیرکوه یزد

ده بالا، روستایی است از توابع شهرستان تفت در استان یزد ایران. این منطقه در نزدیکی کوه شیرکوه می‌باشد، کوهی که در آن برف خانه دائمی وجود دارد.
روستای ده بالا نگین سبز کویر یزد، از روستاهای قدیمی تفت است و یادگارهای به‌جامانده آن از ادوار مختلف تاریخی همچون حسینیه، زینبیه، مسجد جامع روستا و قدمگاه باغستان در آن، گواه این امر می‌باشد. این روستا، در ۵۰ کیلومتری یزد قرار گرفته و از اطراف، به ارتفاعات شیرکوه و کوهستان طزرجان محدود می‌شود.
ده بالا، معروف‌ترین منطقه ییلاقی استان یزد به‌شمار می‌رود که در میان انبوهی از باغ‌های سرسبز و گلستان‌های گل سرخ (گل محمدی) جای گرفته و باوجود رودخانه دائمی گذرا از میان روستا، همیشه سرسبز و با طراوت است. این سکونتگاه قدیمی و تماشایی به‌عنوان یکی از روستاهای دیدنی یزد و اماکن گردشگری معروف استان، همواره موردتوجه گردشگران داخلی و خارجی قرار می‌گیرد.
باید گفت که این روستا، انتخاب اول یزدی‌ها برای گذراندن اوقات فراغت آخر هفته می‌باشد و چون آب‌وهوای معتدل کوهستانی دارد، در فصول بهار و تابستان بسیار مطبوع و دلپذیر است. بااینکه زمستان‌های روستا، سرد و طولانی می‌باشد؛ اما رفتن به زیر برف لطیف و بلورین و خوردن چای داغ در کنار شعله‌های رقصنده آتش، لذتی وصف‌ناپذیر دارد که تجربه آن خالی از لطف نیست.
در مراتع و محله‌های ده بالا یزد انواع گل و گیاه دارویی و خوراکی نظیر گل بنفشه وحشی، گل محمدی، آلاله وحشی، گل زنبق، گل نسترن صورتی، استوخودوس، گل ختمی، گلپر، دم‌اسبی، انغوزه، پرسیاوشان، گون، آویشن و شکرتیغال می‌رویند که سرسبزی روستا را دوچندان کرده‌اند.

## موقعیت
ده بالا (هدش) ۲۶۰۰ متر از سطح دریا ارتفاع دارد و حدود ۵۰ کیلومتر از یزد فاصله دارد و مسیر آن از شهر تفت می‌گذرد و حدود ۴۰ دقیقه از شهر فاصله دارد.

## بافت روستا
ییلاقات معروف و گردشگری هم ده بالا شامل قرق، باغستان، توده، شیخعلیشاه، آشنایی، آمحسن، جانبرازان و زیر باغ شاه می‌شوند که بسیار تماشایی و زیبا هستند.
روستای ده بالا یزد، ۲ بافت جدید و قدیم با کوچه‌های پهن و قابل‌دسترس دارد که به‌صورت متمرکز در کنار هم قرار گرفته‌اند. خانه‌های بافت قدیم، خشت و گلی و خانه‌های بافت جدید هم نوساز و ویلایی با مصالح لاشه‌سنگ، آجر، گچ، سیمان، آهن و سقف شیروانی هستند. این خانه‌ها به مردم شهر یزد، تعلق دارند که در بهار و تابستان، به ییلاق ده بالا یزد آمده و از آب‌وهوای خنک آن، لذت می‌برند.

## شغل مردم روستا
شغل اهالی روستا؛ زراعت، باغداری، دامداری و ساخت صنایع‌دستی می‌باشد که عمده محصولات باغی آن‌ها شامل گردو و بادام و سیب، محصولات زراعی گندم و جو، محصولات دامداری گوشت قرمز و انواع فرآورده‌های لبنی می‌شود که محصولات کشاورزی‌شان به‌صورت آبی، از قنات و چاه کشت می‌گردند.

## پوشش مردم روستا
مردم این روستا، پوشش مخصوصی ندارند و مردان آن اغلب کلاه، کت، شلوار، جلیقه، پیراهن و کفش می‌پوشند و زنان نیز از روسری، چادر، پیراهن‌های گشاد و بلند، مانتو، شلوار و سایر پوشش‌های زنانه استفاده می‌کنند.

## سوغات روستا
انواع عرقیجات گیاهی، خشکبار و میوه‌های درختی از مهم‌ترین سوغات ده بالا محسوب می‌شوند. همچنین غذاهای رایج روستا شامل اشکنه، انواع آش‌ها، شولی و شیرینی‌های محلی قطاب و باقلوا است.

## جاذبه‌های گردشگری و طبیعی روستای ده بالا یزد
ده بالا؛ نگین سبز کویر یزد از انواع جاذبه‌های ورزشی و طبیعی کوهنوردی، صخره‌نوردی، برف‌نوردی، پایش پرندگان و… برخوردار است که برخی از آن‌ها عبارت‌اند از: کوه شیخ علیشاه (بلندترین قله شیرکوه) مرتفع‌ترین کوه استان یزد، برفخانه طزرجان، چشمه مزرعه عرب و آسیاب‌های محله باغستان، حمام و چشمه‌های محله جانبرازان، زبانه‌های یخچالی مورن و سیرک در قله شیرکوه، گردوی ۱۵۰ ساله ده بالا، تفرجگاه سنگ شیدا روستای قرق، حواشی قنات شروین، استخر دو چنار روستای تقی‌آباد، گورستان توده، قدمگاه و زیارتگاه پیر غریب باغستان، صنایع کارگاهی گلاب‌گیری و عرق‌گیری، باغات گردو و بادام و….